# 하일참행복
《하일참,행복》(중국어: 下一站，幸福, 병음: Xià yí zhàn, xìng fú 샤이잔싱푸[*], Autumn's Concerto 오통스 콘체르트[*])은 2009년 방송되었던 타이완의 텔레비전 드라마이다. 한국명은 다음 역, 행복이다.

## 소개
- 바람둥이 재벌 2세 변호사와 씩씩하고 잡초 같은 여자의 운명같은 사랑이야기를 그린 드라마

## 등장 인물

### 주요 인물
- 오건호 : 런광시(任光晞) 역
- 안이헌 (유년기 : 푸페이츠(중국어판)(傅珮慈)) : 량무청(梁慕橙) 역
- 오강인 : 화퉈예(花拓也) 역
- 쉬웨이닝(許瑋甯) : 허이첸(何以茜)/에밀리(Emily) 역
- 샤오샤오빈(중국어판)(小小彬) :량샤오러/런샤오러(梁曉樂/任曉樂) 역

### 기타
- 유서기(중국어판)(劉瑞琪) : 팡더룽(方德容) 역
- 유량좌(중국어판)(劉亮佐) : 린스카이(林世楷) 역
- 사경난(중국어판)(謝瓊煖) : 린리샤(林麗霞) 역
- 진모의(陳慕義) : 저우진차이(周進財) 역
- 정유걸(중국어판)(鄭有傑) : 쉬팡궈(許方國) 역
- 도전정(중국어판)(陶傳正) : 허전탕(何振堂) 역
- 아이리스(중국어판)(艾莉絲) : 장아이리(張艾莉) 역
- 증소종(중국어판)(曾少宗) : 자코(Jacko) 역
- 조걸(중국어판)(趙杰) : 아젠(阿健) 역
- 황보월(중국어판)(黃寶月) : 린메이진(林美金) 역
- 심종림(중국어판)(沈宗霖) : 아눠(阿諾) 역
- 관근종(중국어판)(管謹宗) : 재판장 역
- 요안기(중국어판)(姚安琪) : 우리화(吳麗花) 역
- 장조민(중국어판)(張朝閔) : 게리(Gary) 역
- 이경념(중국어판)(李京恬) : 유치원 교사 역

### 화톈 촌(花田村) 주민
- 임준영(중국어판)(林埈永) : 화성빈(花昇彬) 역
- 하정정(중국어판)(夏靖庭) : 화펑팡(花芬方) 역
- 린메이슈 : 화톈시스(花田喜氏) 역
- 진위민(중국어판)(陳為民) : 화훠(花霍) 역
- 천쯔셴(중국어판)(陳咨憲) : 화훙(花轟) 역
- 주심의(중국어판)(朱芯儀) : 화츠신(花痴心) 역
- 덩윈팅(중국어판)(鄧筠庭) : 화성탕(花笙棠) 역
- 창칭(長青) : 화쩌레이(花澤類) 역
- 가가자오(중국어판)(嘎嘎叫) : 화예차이(花椰菜) 역
- 진사용(중국어판)(陳思蓉) : 화사사(花煞煞) 역
- 고려홍(중국어판)(高麗紅) : 화댜오지(花雕雞) 역

### 특별 출연
- 온승호 : 량윈중(梁允中) 역
- 임건환(중국어판)(林健寰) : 런샹언(任祥恩) 역
- 장회추(중국어판)(張懷秋) : 뤄자다(羅家達) 역
- 부뢰(중국어판)(傅雷) : 사진가 역
- 고한균(중국어판)(顧瀚畇) : 타오다이(陶大義) 역
- 진익훤(중국어판)(陳翊萱) : 천 의사(陳醫師) 역
- 원경천 : 루카스(Lucas) 역